# Južnoameričko prvenstvo u nogometu – Urugvaj 1917.
Južnoameričko prvenstvo u nogometu 1917. bilo je drugo izdanje ovog natjecanja. Održano je Montevideu, na stadionu Parque Pereira. Domaćin je obranio naslov.

## Rezultati susreta
Svaka momčad igrala je s drugim trima momčadima po jednu utakmicu. Dva boda dodjeljivala su se za pobjedu, jedan za neriješeni ishod te nula za izgubljenu utakmicu.
| Poredak | Momčad    | Ut | Pb | N | Pz | Ps | Pr | RP  | Bod |
| ------- | --------- | -- | -- | - | -- | -- | -- | --- | --- |
| 1.      | Urugvaj   | 3  | 3  | 0 | 0  | 9  | 0  | +9  | 6   |
| 2.      | Argentina | 3  | 2  | 0 | 1  | 5  | 3  | +2  | 4   |
| 3.      | Brazil    | 3  | 1  | 0 | 2  | 7  | 8  | -1  | 2   |
| 4.      | Čile      | 3  | 0  | 0 | 3  | 0  | 10 | -10 | 0   |

## Utakmice
| 30. rujna 1917.                         |           |      |                                                   |
| Urugvaj                                 | 4:0 (2:0) | Čile | Parque Pereira, Montevideo Sudac: Germán Guassone |
| Scarone 20', 62' (11 m) Romano 44', 75' |           |      | Parque Pereira, Montevideo Sudac: Germán Guassone |

| 3. listopada 1917.                                      |           |                            |                                                |
| Argentina                                               | 4:2 (1:2) | Brazil                     | Parque Pereira, Montevideo Sudac: Carlos Fanta |
| Calomino 15' Ohaco 56' (11 m), 58' (11 m) A. Blanco 80' |           | Neco 8' Lagreca 39' (11 m) | Parque Pereira, Montevideo Sudac: Carlos Fanta |

| 6. listopada 1917.   |           |      |                                                    |
| Argentina            | 1:0 (0:0) | Čile | Parque Pereira, Montevideo Sudac: Álvaro Saralegui |
| Luis García 76' (ag) |           |      | Parque Pereira, Montevideo Sudac: Álvaro Saralegui |

| 12. listopada 1917.                             |           |      |                                                     |
| Brazil                                          | 5:0 (4:0) | Čile | Parque Pereira, Montevideo Sudac: Ricardo Vallarino |
| Izzo 21' Neco 23' Domingues 26', 59' Barbuy 41' |           |      | Parque Pereira, Montevideo Sudac: Ricardo Vallarino |

| 14. listopada 1917. |           |           |                                                    |
| Urugvaj             | 1:0 (0:0) | Argentina | Parque Pereira, Montevideo Sudac: Juan Livingstone |
| Scarone 62'         |           |           | Parque Pereira, Montevideo Sudac: Juan Livingstone |

| Prvak Južnoameričkog nogometnog prvenstva 1917. |
| Urugvaj Drugi naslov                            |

## Strijelci
4 gola
- Urugvaj – Ángel Romano

3 gola
- Urugvaj – Carlos Scarone

2 gola
| - Argentina – Alberto Ohaco - Brazil – Haroldo | - Brazil – Neco - Urugvaj – Héctor Scarone |  |

1 gol
| - Argentina – Antonio Blanco - Argentina – Pedro Calomino | - Brazil – Amílcar - Brazil – Caetano | - Brazil – Silvio Lagreca |

Autogolovi
- Čile – Luis García (za Argentinu)